# Økonomisk vækst
Økonomisk vækst eller økonomisk fremgang er egentlig et upræcist begreb, idet det kan betegne vækst i flere forskellige økonomiske størrelser. Normalt bruges begrebet dog i betydningen "vækst i realt BNP", altså i bruttonationalproduktet i faste priser. Et lands årlige økonomiske vækst forstået på denne måde udtrykker dermed den procentvise stigning i landets produktion, når der renses for inflation.

## Årsager til økonomisk vækst
Med hensyn til årsagerne til væksten skelnes typisk mellem udviklingen på kort sigt og på lang sigt. På kort sigt, dvs. inden for nogle få år, drives udviklingen i BNP i høj grad af konjunkturfænomener. Inden for denne tidshorisont har udviklingen i den samlede efterspørgsel i økonomien (privat og offentligt forbrug, investeringer og nettoeksport) stor betydning for BNP-væksten. På længere sigt, dvs. når man betragter udviklingen over årtier, vil konjunkturudsving have en tendens til at udjævne hinanden. I dette tidsperspektiv afgøres væksten af faktorerne på økonomiens udbudsside, dvs. ændringer i produktionsteknologi, arbejdskraft, kapital og råvareforbrug. Når man omtaler forskning i økonomisk vækst, er det normalt underforstået, at det er dette langsigtede perspektiv, der er tale om. 

## Historisk udvikling
Især siden den industrielle revolution har den økonomiske vækst gennemgående været positiv. Det skyldes for det første, at befolkningen og dermed arbejdsstyrken generelt har været voksende. For det andet er produktiviteten, dvs. produktionen pr. arbejder, blevet væsentligt forøget. Hovedårsager hertil er et stigende uddannelsesniveau og vedvarende teknologiske fremskridt, for eksempel i form af opfindelsen af nye varer og tjenesteydelser og mere fordelagtige produktionsprocesser. Det har gjort, at den materielle velstand er steget betydeligt. I Danmark har der således i gennemsnit 1820-2010 været en årlig realvækst i BNP pr. capita på 1,6 pct. Det svarer til, at den reale værdi af produktionen pr. indbygger i 2010 er 18½ gange større end i 1820. Det samme overordnede billede gør sig gældende i de fleste andre vestlige lande. Den langsigtede økonomiske vækst har dermed forårsaget en kolossal stigning i den materielle levestandard for befolkningen. 
I de senere år har der, ikke mindst i Danmark, været diskussion af en faldende tendens til produktivitets- og dermed BNP-vækst. Mens BNP-væksten i 1991-2000 var 2,6 pct. i gennemsnit, var det tilsvarende tal for 2001-2010 kun 0,6 pct. I 2012 har regeringen nedsat Produktivitetskommissionen for at udrede årsagerne hertil og mulige forslag til at forøge produktivitetsvæksten.

## Økonomisk vækst og velfærd
BNP-væksten pr. capita bruges ofte som en grov indikator for fremgangen i den materielle velstand i et land. Det er dog vigtigt at være opmærksom på, at mere immaterielle forhold, der også har betydning for befolkningens velfærd, ikke direkte medregnes i BNP, eksempelvis værdien af fritid, helbredsforhold, fordelingsspørgsmål og et godt miljø. Ligeledes er der i praksis en række velkendte beregningsproblemer, når BNP skal udregnes, blandt andet hvad angår sort arbejde og hjemmearbejde i husholdningerne.

## Bæredygtig vækst
Det diskuteres jævnligt, om fortsat økonomisk vækst er foreneligt med en bæredygtig udvikling. Hvis et højere produktionsniveau medfører et højere forbrug af naturresurser og større forurening, vil de to begreber være i modstrid med hinanden. Det er derfor afgørende for muligheden for bæredygtig økonomisk vækst, at der er tilstrækkeligt gode substitutionsmuligheder i produktionen – dvs. at man kan erstatte naturresurserne og de forurenende elementer med andre input i tilstrækkelig hurtig grad i takt med, at produktionen vokser. Et eksempel kan være, når kulfyrede kraftværker erstattes af vindmøller i elproduktionen. Den kendte bog Grænser for vækst repræsenterer et pessimistisk syn på disse muligheder, mens andre peger på, at vi grundlæggende ikke kan forudsige med sikkerhed, hvordan substitutionsmulighederne i fremtidens produktionsteknologi vil være.

## Konvergens mellem lande
Et vigtigt begreb i økonomisk vækstteori er konvergens, dvs. tilnærmelse. De fleste økonomiske vækstteorier har som resultat, at fattige lande (lande med et lavt BNP-niveau pr. capita) alt andet lige vil vokse hurtigere end rige lande (lande med et højt BNP-niveau pr. capita). Det vil medføre, at landenes BNP-niveau pr. indbygger efterhånden vil nærme sig hinanden (konvergere). Samtidig med, at de fattigere lande indhenter de rige lande, vil deres vækstrate imidlertid også selv falde. Det er vigtigt at være opmærksom på kvalifikationen ”alt andet lige”, der betyder, at udsagnet gælder for lande, hvor vigtige strukturelle forhold (f.eks. opsparingskvote og uddannelsesniveau) er ens (betinget konvergens). Konvergensfænomenet kan forklare, hvorfor en række asiatiske lande som Japan, Sydkorea mv. har haft imponerende høje vækstrater i forhold til USA og Europa, men også faldende vækstrater over tid. Ligeledes kan det forklare den nuværende høje vækst i et land som Kina.